# オゴニ
オゴニ (Ogoni) はナイジェリアのニジェール・デルタ先住民の1つで、タイ、ニョ＝カナ、ケン＝カナ、ゴカナ、バベの5王国からなり、総人口は約50万人。彼らの居住地もオゴニ或はオゴニランドと呼ばれる。別の先住民エレメと隣接し関係が深い。

ケン・サロ＝ウィワの発案によるオゴニの旗

## 歴史
オゴニはイギリスの植民地支配を受けるまでは独立した民族であったが、ナイジェリアの他の民族と共にイギリスの支配を受けるようになった。イギリスの兵がオゴニに到達したのは1901年以降でオゴニは1914年まで抵抗を続けた。1908年から植民地行政上オゴニはオポボに併合され、1947年から当時のリバーズ州に移された。1951年からオゴニは東ナイジェリアに併合され、ナイジェリア独立以降もそれが続いた。ビアフラ戦争にも巻き込まれ、1967年以降はリバーズ州に区分された。

### 原油採掘
1956年にシェルによりオゴニで油田が発見され1958年から採掘が開始された。しかし長年にわたるオイル漏れやフレア、爆発事故などによる環境破壊と健康被害、収益の配分・還元がないこと、パイブラインの敷設に対して補償を行わない、オゴニをほとんど採用しないこと、などに対しオゴニの不満が高まっていた。それでも1990年にケン・サロ＝ウィワらの MOSOP による共同体規模の運動が起こるまではまともに取合われることがなかった。1993年1月4日の3度目のオゴニ・デイで約30万人の行進が行われるとシェルはオゴニでの操業を停止した。それに並行して行われたのはシェルの「安全対策」としての一時的「撤退」の発表と軍の特殊治安部隊による逮捕と殺戮であった。軍事政権（ババンギダ、アバチャ）はサロ＝ウィワを含む指導者らを度々逮捕し、「断罪」し、処刑した。オゴニの村も襲われ、推定で2,000人が殺され、ベナンへ逃れる者もいた。これらに対し軍事政権は英連邦から一時的に資格停止を受けたが、国際社会から直接的な対応や効果のある制裁等は何らとられることはなかった。
シェルはそれ以降オゴニの同意なく戻らないとしているが、何度か再操業を試みている。オゴニ難民の内の幾らかは米国やカナダに移住した。2005年4月にアジップの油井の近くの臨海の村として知られていたオゴニの共同体が、ナイジェリア・アジップ・オイル社 (NAOC) の設備増設を理由として破壊された。その際にも少なくとも1人が殺され、その他の者は家を逐われた。

## 地理
オゴニランドはリバーズ州南東部ポートハーコートからエレメを挟んでさらに東に位置し、北東辺を東南へイモ川が流れ、東南の対岸にはオポボと接する。南はアンドニ、オクリカ地区を挟んでギニア湾の一角であるボニー湾（旧ビアフラ湾）に臨み、沖にボニー島が浮かぶ。地方行政区分上はゴカナ、カナ、タイ、エレメに跨がる約156平方キロメートルの土地である。オゴニの伝統的な生業は漁業と農業である。

## 言語
オゴニはベヌエ＝コンゴ語派クロスリバー諸語オゴニ小語群の関連があるが互いに異なるカナ語、ゴカナ語、エレメ語、テー語を話す。

## 脚註
1. ^ PBS Documentary The New Americans: The Ogoni Refugees
2. ^Business & Human Rights Resource Center Nigerian Agip Oil Company (NAOC)
3. ^Minority Rights Group International Nigeria’s Ogoni claim new oil industry abuse over demolition of shantytown